# Nicola Pederzolli
Nicola Pederzolli (Innsbruck, 11 marzo 1974) è un'ex snowboarder austriaca.

## Biografia
Specializzata nell'halfpipe e attiva dal 1997, la Pederzolli ha debuttato in Coppa del Mondo il 16 febbraio dello stesso anno giungendo 2ª (primo podio) a Kanbayashi. Il 19 novembre 2001 ha ottenuto la sua prima vittoria, imponendosi a Tignes. Nella stessa stagione 2001-2002 ha vinto la Coppa del Mondo di disciplina.
In carriera ha preso parte due a rassegne olimpiche e a quattro iridate, vincendo l'argento nel 2003.

## Palmarès

### Mondiali
- 1 medaglia:
  - 1 argento (halfpipe a Kreischberg 2003)

### Coppa del Mondo
- Vincitrice della Coppa del Mondo di halfpipe nel 2002
- Miglior piazzamento nella Coppa del Mondo generale di freestyle: 9ª nel 2003
- 11 podi:
  - 5 vittorie
  - 4 secondi posti
  - 2 terzi posti

#### Coppa del Mondo - vittorie
| Data             | Luogo           | Paese     | Disciplina |
| ---------------- | --------------- | --------- | ---------- |
| 19 novembre 2001 | Tignes          | Francia   | HP         |
| 7 dicembre 2001  | Whistler        | Canada    | HP         |
| 25 gennaio 2002  | Kreischberg     | Austria   | HP         |
| 13 marzo 2002    | Ruka            | Finlandia | HP         |
| 8 marzo 2002     | Serre Chevalier | Francia   | HP         |

Legenda:

HP = Halfpipe